# Plataforma Intergubernamental Científico-normativa sobre Diversidad Biológica y Servicios de los Ecosistemas
La Plataforma Intergubernamental Científico-normativa sobre Diversidad Biológica y Servicios de los Ecosistemas (IPBES, siglas en inglés para  Intergovernmental Science-Policy Platform on Biodiversity and Ecosystem Services) es un organismo intergubernamental independiente creado en abril de 2012 con el objetivo de evaluar el estado de la biodiversidad y los servicios ecosistémicos para la conservación y uso sostenible de la diversidad biológica.

## Creación
En junio de 2010 en Busan, Corea, luego de 5 años de negociaciones, los representantes de 90 países aprobaron la creación de una plataforma científico-política intergubernamental en biodiversidad y servicios ecosistémicos.
El 21 de abril de 2012 en Ciudad de Panamá, los representantes de más de 90 países en el marco de la Organización de las Naciones Unidas crearon la plataforma formalmente.

## Objetivos
The objective of IPBES is to strengthen the science-policy interface for biodiversity and ecosystem services for the conservation and sustainable use of biodiversity, long-term human well-being and sustainable development.
El objetivo de IPBES es fortalecer la interfaz científica-política en biodiversidad y servicios ecosistémicos para la conservación y uso sostenible de la biodiversidad, la salud humana a largo plazo y el desarrollo sostenible.
Plataforma Intergubernamental Científico-normativa sobre Diversidad Biológica y Servicios de los Ecosistemas (IPBES)

## Países miembros
A mayo de 2019 son 132 miembros con derecho a voto.

### Miembros fundadores
Algunos de los miembros fundadores del 21 de abril de 2012 son:
- Argentina
- Brasil
- Colombia[11]
- Costa Rica
- Chile
- Cuba
- Ecuador
- El Salvador
- Guatemala
- Honduras
- México[2]
- Nicaragua
- Panamá
- Perú
- República Dominicana
- Uruguay

Otros miembros:
- Paraguay (5 de junio de 2018)

- Venezuela (14 de agosto de 2018)

### Observadores
Los observadores son estados que no son miembros de la plataforma, y cualquier organización, agencia o entidad, de carácter nacional o internacional, gubernamentes o no gubernamentales, incluyendo comunidades locales y pueblos originarios, calificados en los asuntos tratados en la plataforma. Pueden participar en las plenarias como observadores.

## Sesiones Plenarias

### IPBES-3
La sesión plenaria no. 3 tuvo lugar en Bonn del 12 al 17 de enero de 2015. Se dio la bienvenida a la creación de un grupo de trabajo en conocimientos locales e indígenas (ILK, siglas en inglés).

### IPBES-4
La sesión plenaria no. 4 se llevó a cabo del 22 al 28 de febrero del 2016 en Kuala Lumpur con la participación de 500 delegados de más de 120 países.  Se presentaron y aprobaron dos evaluaciones temáticas:
- Informe de evaluación sobre Polinizadores, Polinización y Producción de Alimentos[19]
- Reporte técnico sobre Escenarios y Modelos de Diversidad Biológica[20]

El informe sobre los polinizadores ha recibido críticas, entre ellas la del entomólogo inglés Dave Goulson quien afirma:

Me preguntaría si cualquier acción práctica en el terreno ocurrirá como resultado de este documento. La evidencia de que los plaguicidas dañan a los polinizadores se describe como "conflictiva" en este informe, que detalla el peso abrumador de la evidencia que muestra que algunos plaguicidas son dañinos. Además, dado el descenso continuo en muchos polinizadores, se debe aplicar el principio de precaución y el informe no lo recomienda.
Dave Goulson, profesor de biología en la Universidad de Sussex

### IPBES-5
La sesión plenaria no. 5 se realizó en Bonn del 7 al 10 de marzo de 2017. Se aprobó el enfoque para reconocer y trabajar con los conocimientos locales e indígenas. Las discusiones se centraron en reconocer la necesidad de contar con información científica fiable para analizar las oportunidades y riesgos de las estrategias de mitigación basadas en los ecosistemas. Uno de los mensajes principales al respecto fue realizado por el investigador sudafricano en biodiversidad Guy Midgley: 

Certain kinds of responses to global climate change pose serious risks to biodiversity and ecosystem services, which is why decision-makers need the best-available science when setting policy and allocating resources.
Ciertos tipos de respuestas al cambio climático global plantean serios riesgos para la biodiversidad y los servicios ecosistémicos, por lo que los responsables de la toma de decisiones necesitan la mejor ciencia disponible al establecer políticas y asignar recursos.
Guy F. Midgley, profesor de la Universidad de Stellenbosch
Sesión Plenaria IPBES no. 5, marzo de 2017, Bonn, Alemania.

### IPBES-6
La sesión plenaria no. 6 se llevó a cabo del 17 al 24 de marzo de 2018 en Medellín con la participación de 86 de los 129 países miembros en ese entonces. Se presentaron y aprobaron las evaluaciones regionales de Asia central, América, Europa y África en biodiversidad y servicios ecosistémicos, y la evaluación global sobre degradación y restauración de suelos.

### IPBES-7
La sesión plenaria no. 7 se realizó del 29 de abril al 4 de mayo de 2019 en la Sede de la Unesco en París.

#### Informe de Evaluación Global 2019
El 6 de mayo de 2019 la IPBES hizo público el Informe de Evaluación Global sobre Biodiversidad y Servicios Ecosistémicos. El informe fue desarrollado durante 3 años por un panel de 145 expertos de 50 países y fue presentado durante la sesión plenaria no. 7 (IPBES-7) de la Plataforma Intergubernamental de Biodiversidad y Servicios Ecosistémicos. El informe es producto de la revisión sistemática de más de 15,000 artículos académicos e informes gubernamentales. El informe tiene más de 1800 páginas y va acompañado de un resumen de 40 páginas para tomadores de decisiones en gobiernos y empresas. Los autores clasificaron a los cinco principales impulsores de la degradación de la naturaleza:
1. Cambios en el uso de la tierra y el mar;
2. Explotación directa de organismos;
3. Cambio climático;
4. Contaminación; y
5. Especies exóticas invasoras.

## Plataformas nacionales
Inspirada en IPBES, el 21 de febrero de 2017 se creó en Brasil la Plataforma Brasileira de Biodiversidade e Serviços Ecossistêmicos (BPBES, siglas del inglés para Brazilian Platform for Biodiversity and Ecosystem Services). El 6 de enero de 2019 BPBES emitió el Informe Temático sobre Polinización, Polinizadores y Producción de Alimentos en Brasil, junto con el Resumen para Tomadores de Decisión.